# Dariusz Wdowczyk

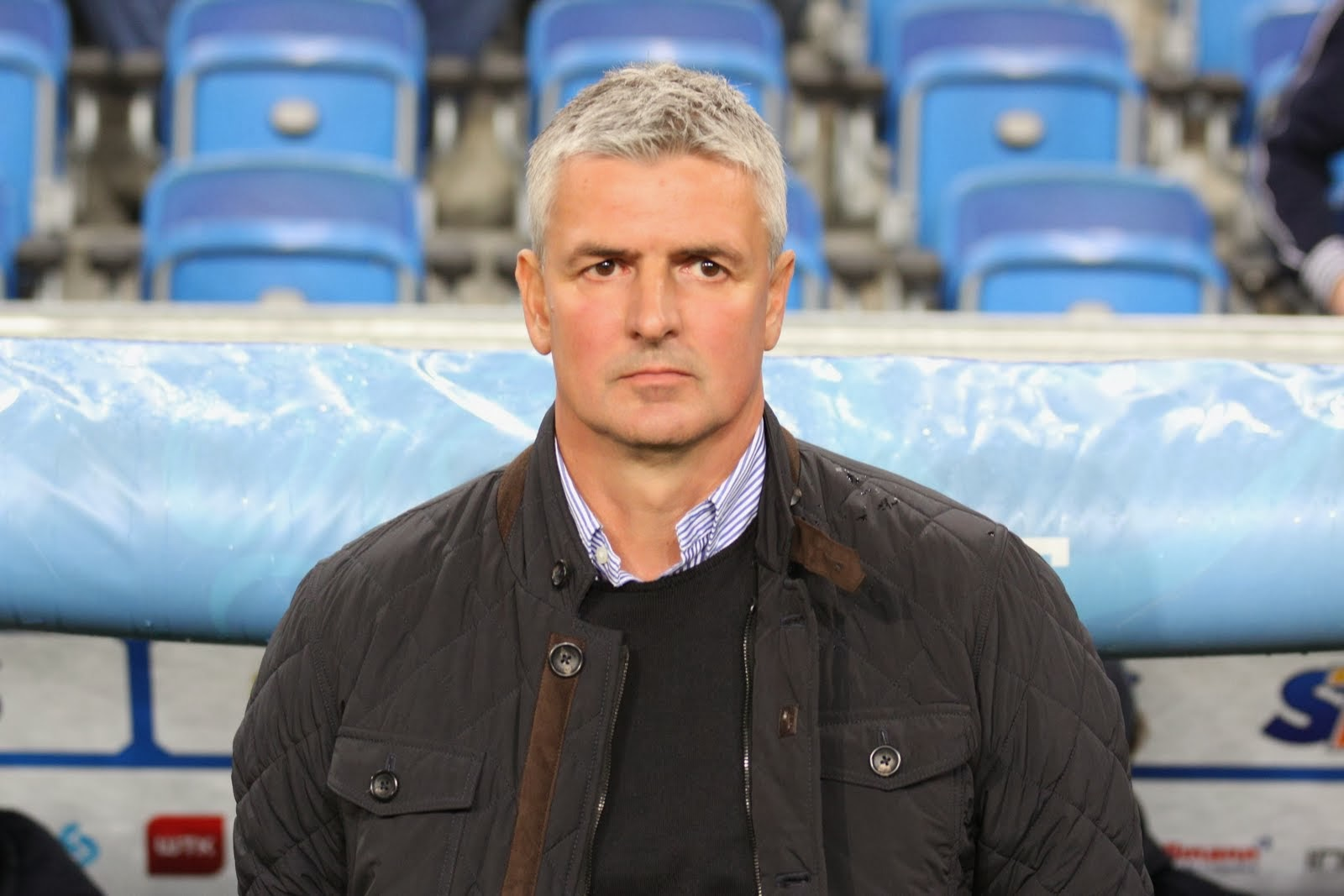
Dariusz Wdowczyk.

Dariusz Wdowczyk (nacido el 25 de septiembre de 1962 en Varsovia) es un exjugador de fútbol que jugó como lateral izquierdo en el Legia Warszawa, Celtic Football Club y la selección polaca. Ahora trabaja como entrenador.

## Como jugador
Empezó su carrera en el Gwardia Warszawa que abandonó en 1983 y fichó para Legia Warszawa. Durante siete años en el Legia jugó 152 partidos y marcó 16 goles en la primera liga de Polonia, también como el capitán. En 1989 Wdowczyk fue jugador del Celtic Football Club, en donde jugó por cinco temporadas. Después abandonó Glasgow y fichó para el Reading Football Club. El último club en su carrera como futbolista fue el Polonia Warszawa.
También jugó 53 partidos y marcó 2 goles para la selección polaca.

## Como entrenador
Comenzó en el Polonia como jugador y entrenador asistente de Zdzisław Podedworny. Fue el primer entrenador en el invierno do 1999/2000 y después del fin del temporada celebró su primer campeonato con Polonia. 
Fue despedido del club al cabo de un año. Posteriormente, trabajó en el Orlen Płock (actualmente: Wisła Płock), Widzew Łódź y Korona Kielce con que ascendió de la tercera a la segunda liga. Se marchó de Korona para trabajar en el Legia. En su primera temporada (2005/2006) ganó el campeonato de la liga, pero el segundo fue peor y Wdowczyk fue despedido en abril del 2007.